# Виннипег (медведица)
Виннипег (англ. Winnipeg) или Винни (англ. Winnie) — самка американского чёрного медведя, которая жила в Лондонском зоопарке с 1915 года до своей смерти в 1934 году.
Винни в 1914 году приобрёл маленьким детёнышем лейтенант канадской армии Гарри Колборн. Он купил её перед отправкой на Западный фронт в Европу за $ 20 у охотника, который, вероятно, застрелил её мать, в городке Уайт-Ривер (провинция Онтарио, Канада) и тайно вывез в Великобританию. Медвежонок сразу стал неофициальным живым талисманом корпуса, где Колборн служил ветеринаром. Колборн решил назвать медведицу в честь своего родного города Виннипег, или, сокращённо, «Винни». Перед отъездом на фронт во Францию Колборн оставил Винни в Лондонском зоопарке, а после войны отказался от мысли вывезти медведицу обратно в Канаду и оставил её в дар зоопарку. Винни прожила в Лондонском зоопарке почти 20 лет и умерла 12 мая 1934 года. Всё это время медведица находилась на довольствии ветеринарного корпуса, о чём в 1919 году на её клетке сделали соответствующую надпись.
Винни пользовалась большим вниманием и любовью посетителей Лондонского зоопарка, среди её поклонников был сын писателя А. Милна. В 1924 году четырёхлетний Кристофер Робин Милн впервые увидел медведицу Винни и сменил в её честь имя своего плюшевого мишки с «Медведь Эдвард» на «Винни-Пух». Это, в свою очередь, вдохновило его отца на написание книг о Винни-Пухе.
Благодаря книгам о Винни-Пухе медведица Винни приобрела огромную популярность в мире.
В сентябре 1981 года 61-летний Кристофер Робин Милн открыл в Лондонском зоопарке памятник медведице Винни в натуральную величину (скульптор Лорн Маккин). В 1999 году канадские кавалеристы из «Форт Гарри Хорс», где служил Гарри Колборн, открыли там же второй памятник (скульптор Билли Эпп), изображающий Колборна с медвежонком. Копия последнего памятника воздвигнута также в парке Асинибойн канадского города Виннипег.
В 1996 году почта Канады выпустила тиражом 7,5 млн экземпляров почтовую марку с изображением Винни и лейтенанта Колборна, а в 2004 году история Винни была экранизирована (фильм «Медведица по имени Винни» (англ. A Bear Named Winnie), где роль Г. Колборна исполнил Майкл Фассбендер).

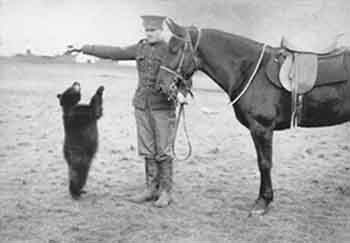
Винни с Г. Колборном
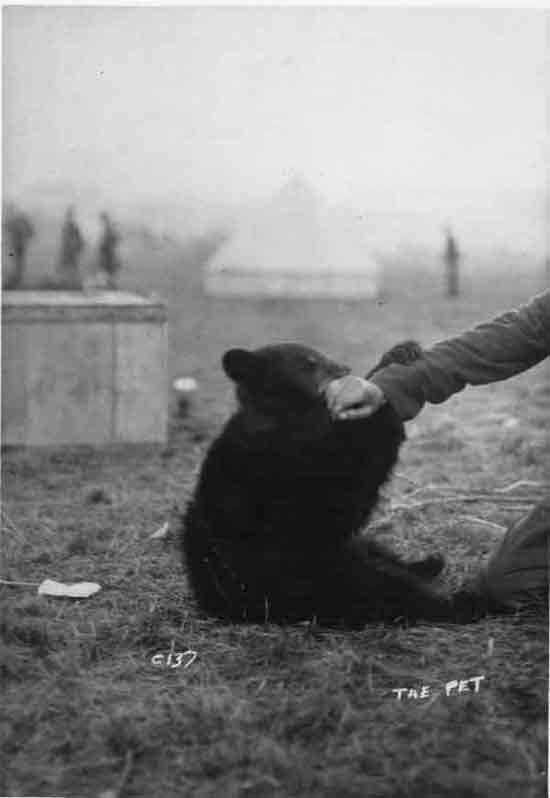
Винни играет с  рукавом солдатского мундира
Винни — талисман Корпуса, 1914
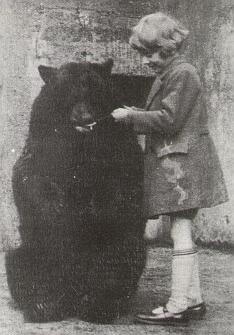
Винни в Лондонском зоопарке, 1924
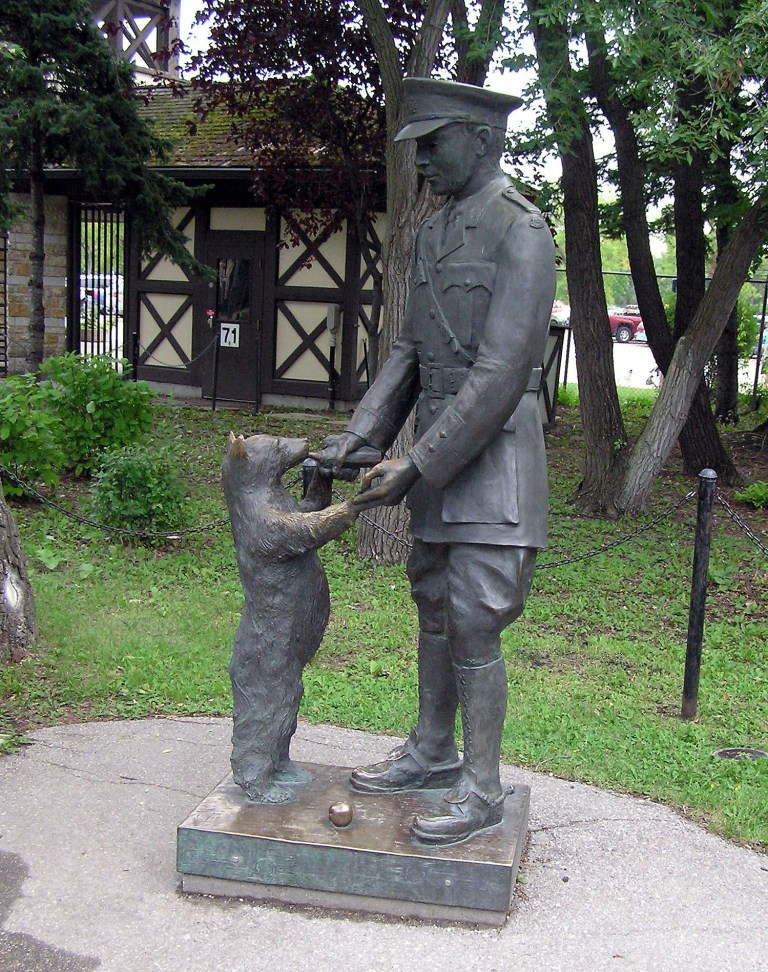
Памятник Винни и Г.Колборну в парке Асинибойн (Виннипег)